# Veriora
Veriora är en ort i Estland. Den ligger i Veriora kommun och landskapet Põlvamaa, i den sydöstra delen av landet, 220 km sydost om huvudstaden Tallinn. Veriora ligger 53 meter över havet och antalet invånare är 549.
Terrängen runt Veriora är platt. Runt Veriora är det mycket glesbefolkat, med 5 invånare per kvadratkilometer. Närmaste större samhälle är Räpina, 12,3 km nordost om Veriora. I omgivningarna runt Veriora växer i huvudsak blandskog.